# Parco nazionale del basso Zambesi
Il parco nazionale del basso Zambesi (in lingua inglese Lower Zambezi National Park) è un'area protetta dello Zambia che copre una superficie di 4092 km² lungo le sponde nord-occidentali dello Zambesi.

## Geografia
Si tratta di uno dei parchi principali del paese, con una magnifica pianura alluvionale che si estende lungo il fiume, punteggiata da acacie (Acacia albida) e altri alberi di grandi dimensioni, e fiancheggiata da una ripida scarpata sul lato nord ricoperta da una fitta boscaglia di miombo. All'interno del parco scorrono diversi fiumi più piccoli, e vi sono inoltre alcune aree paludose.
Dalle acque dello Zambesi emergono parecchie isole. Alcune sono grandi affioramenti rocciosi ricoperti da antichi alberi, citati negli scritti di esploratori quali Livingstone e Selous. Altre non sono nient'altro che banchi di sabbia temporanei con erba e arbusti bassi. Lungo le rive del fiume crescono gli alberi più grandi - ebani africani, mogani e acacie. Sulla riva opposta, nello Zimbabwe, si estende il parco nazionale di Mana Pools, che insieme al parco nazionale del basso Zambesi forma una delle aree faunistiche più interessanti di tutta l'Africa.
La parte orientale del parco ha caratteristiche morfologiche differenti: qui le colline si ergono più vicine allo Zambesi e in pratica non esiste la pianura alluvionale. Il margine orientale dell'area è occupato dalla spettacolare Mpata Gorge, nella quale i ripidi pendii delle colline scendono a strapiombo nel fiume e l'unica via di accesso è di tipo fluviale.

## Fauna
Per quanto riguarda la fauna del parco, la popolazione degli elefanti fu decimata dal bracconaggio fino ai primi anni '90, ma ora sta conoscendo un forte incremento grazie alla circostante Game Management Area (GMA), una riserva di caccia controllata dove il numero degli elefanti è particolarmente elevato. Tra gli altri mammiferi presenti nel parco figurano puku, impala, zebre, bufali, tragelafi striati, leoni e ghepardi. Le specie di uccelli registrati sono oltre 400, tra cui l'insolito becco a forbice africano e il trogone narina; sulle isole di canne si contano inoltre numerosi uccelli acquatici, come pivieri e garzette.